# Réguiny
 Réguiny  (en bretón Regini) es una población y comuna francesa, situada en la región de Bretaña, departamento de Morbihan, en el distrito de Pontivy y cantón de Rohan.

## Demografía
| 1552 | 1638 | 1739 | 1695 | 1490 | 1530 |
| Para los censos de 1962 a 1999 la población legal corresponde a la población sin duplicidades (Fuente: INSEE [Consultar]) |      |      |      |      |      |